# Oriah Mountain Dreamer
Oriah Mountain Dreamer (* 1954) ist eine in Kanada nördlich von Toronto lebende Schriftstellerin. Sie war als Sozialarbeiterin im Bereich der Krisenbewältigung tätig. Der Name Mountain Dreamer ist ein ihr gegebener spiritueller Name, nicht ihr Geburts- oder Heiratsname. Der Autorenname auf neueren englischen Originalausgaben (ab 2006) ist nur noch Oriah, da der Name Mountain Dreamer ständig zu Nachfragen führte. Die deutschen Ausgaben tragen den vollen Autorentitel Oriah Mountain Dreamer.
Ihre Texte behandeln spirituelle Themen, ohne dabei dogmatisch religiös zu werden, es geht ihr um die Entdeckung der eigenen Person, das Ausleben und Entdecken der eigenen Wahrheit.
Ihr Werk „The Invitation“ wurde in 15 andere Sprachen, u. a. auch ins Deutsche, übersetzt.

## Veröffentlichungen
- Die Einladung. Goldmann Arkana, 2000, ISBN 978-3-442-21566-9
  - Original: The Invitation. San Francisco: Harper 1999, ISBN 0-06-251584-5
- The Dance, San Francisco: Harper 2001
- The Call, San Francisco: Harper 2003
- Opening the Invitation, San Francisco: Harper 2004
- What We Ache For, San Francisco: Harper 2005